# Robert Sturdy
Robert Sturdy (n. 22 iunie 1944) este un om politic britanic, membru al Parlamentului European în perioadele 1994-1999, 1999-2004 si 2004-2009 din partea Regatului Unit.
1. 1 2  Deputații în Parlamentul European